# Mouni Bouallam
Mouni Bouallam est une actrice de théâtre et de cinéma algérienne.
Née le 12 janvier 1986 à Constantine, elle est diplômée d’une licence en sciences politiques et relations internationales à l’Université Mentouri de Constantine, ainsi qu’une licence en art dramatique à l’Institut Supérieur des Métiers des Arts du Spectacle et de l’audio-visuel (I.S.M.A.S) à Alger.

## Biographie
Elle débute à 12 ans au théâtre pour enfant de Constantine. 
En 2010 elle débute à la télévision algérienne grâce à son rôle de Loundja dans la série Djouha le retour et elle interprète un premier rôle, « Zola », dans le film Harraga Blues de Moussa Haddad.
En 2015, elle tourne deux films : « Le Patio » de Sid Ali Mazif et « Chronique de mon village » de Karim Traïdia.
Elle joue en 2016 dans le film de Lotfi Bouchouchi « Le Puits » sélectionné comme film algérien pour le meilleur film en langue étrangère lors des 89e Oscars.
Elle tourne dans deux courts métrages la même année, sous la direction de Adel Mahcen « Nedjma un pont pour la vie » et du duo Hamid Saidji, Jonathan Masson dans « L’echappée ».
En 2017, Boualem Aissaou lui confie le premier rôle du film « Hannachia ».
En 2019, elle incarne Narimen dans la série « Ouled Lehllal » diffusée sur la chaine Echourouk +.

## Filmographie

### Cinéma

#### Longs métrages
- 2011 : Harraga Blue de Moussa Haddad
- 2012 : L’Héroine de Cherif Laagoune
- 2014 : Edil Wel Kindil de Rim Laaredj
- 2014 : Les Intrus de Mohamed Hazourli
- 2015 : Les chroniques de mon village de Karim Traidia
- 2015 : Le Patio de Sid Ali Mazif
- 2016 : Le Puits de Lotfi Bouchouchi
- 2017 : Hannachia de Boualem Aissaoaui

#### Courts métrages)
- 2016 : Nedjma un pont pour la vie de Adel Mahcen
- 2016 : L’Échapée de Hamid saidji & Jonathan Mason

### Télévision
- 2019 : Ouled Lehllal de Naceredine Sehili rôle « Narimen » (série télévisée - Echourouk +)
- 2019 : Rais Corso de Adel Adib rôle « pirate Missou » (série télévisée - Ennahar TV )
- 2019 : Nabdhe de Amar Souhil Tamim rôle « Manar » (série télévisée - Syrien drama)
- 2019 : Bibiche et Bibicha de Sami Faour rôle « Directrice » (série télévisée - Echourouk + )
- 2018 : Bougroune de Rym Ghazali rôle « Princesse Douara » (série télévisée - Echourouk TV)
- 2017 : Elkhawa de Madih Belaid (série télévisée - El Djazairia One)
- 2017 : Tel Ezzouhour de Azzedine Elkourdi rôle « animatrice » (Emission pour enfants - EPTV)
- 2016 : Zhour Al Mazhoura de Nassim Boumaiza rôle «Zhour» (série télévisée - Canal Algérie)
- 2016 : Ibn Badis de Amar Mahcen rôle de « Fatima » (série télévisée historique - A3 et TV5)
- 2015 : Bassateen El Bourtoukal de Amar Mahcen rôle « Khadidja » (série télévisée historique - ENTV)
- 2014 : Fourssane Elhougar de Kamel Ellaham rôle « Fatiha » (série télévisée historique)
- 2013 : Ouled Elhouma de Amar Mahcen rôle « Saliha »(série télévisée - Télévision Algérienne)
- 2012 : Nour Elfedjre de Amar Tribech rôle « wided » (série télévisée - ENTV)
- 2011 : Sihre Al Mourdjane de Mohamed Lebcir rôle « Cilia » (série télévisée - A3)
- 2010 : Djouha le retour de Amar Mahcen rôle « Loundja » (série télévisée - ENTV)

### Théâtre
- Salalim Edalam de Kamel Ferrad
- Les Dames de la Ville de Chahinez Neghouache
- Le Péché du Succès de Meriem Bousselmi
- El Koftane de Tayeb Dehimi
- Lillete El Layali de Tayeb Dehimi
- Le jeu de Anter Hallal
- Le Pécheur et le Palais de Azzedine Abar